# Steaua Bukurešt (košarka)
*Vidi članak CSA Steaua Bukurešt za sportsko društvo
CSA Steaua je košarkaška momčad u sastavu sportskog društva Clubul Sportiv Armatei Steaua iz rumunjskog glavnog grada Bukurešta.Kao košarkaška momčad je osnovana 1952. Steaua je uz gradskog suparnika Dinamo bila najuspješniji rumunjski košarkaški klub.
Početkom devedesetih godina prošlog stoljeća košarkaška momčad Steaue je postala prvi sportski klub u Rumunjskoj koji je oišao u privatizaciju,ali je nakon nekoliko godina bankrotirao.Seniorska momčad se spojila s klubom Erbasu, a u sastavu Steaue je jedino klub koji se bavi mlađim kategorijama, punim imenom Clubul Sportiv Şcolar Steaua Bucureşti.

## Uspjesi
Rumunjsko prvenstvo
- Prvak: 1956., 1958., 1959., 1960., 1961., 1962., 1963., 1964., 1966., 1970., 1978., 1980., 1981., 1982., 1984., 1985., 1986., 1987., 1989., 1990., 1991.
- Doprvak: 1952., 1954., 1955., 1965., 1967., 1969., 1971., 1972., 1973., 1974., 1975., 1976., 1977., 1979., 1983., 1988., 1995., 1996.
- Trećeplasirani: 1953., 1957., 1968., 1993.

## Poveznice
- Steaua-sportsko društvo
- FC Steaua Bukurešt
- Steaua Bukurešt (rukomet)
- Steaua Bukurešt (ragbi)
- Steaua Bukurešt (hokej)
- Steaua Bukurešt (vaterpolo)